# Мертезакер, Ульрике
У́льрике Мертеза́кер (нем. Ulrike Mertesacker), в девичестве — Штанге (нем. Stange; род. 25 апреля 1984 года, Ошац, ГДР) — немецкая гандболистка, с 2005 года выступающая за женскую сборную Германии.

## Карьера
За национальную сборную Германии дебютировала 5 марта 2005 года в матче против сборной Хорватии. В 2007 году на чемпионате мира со сборной Германии завоевала бронзу. Всего за сборную провела 38 матчей, забросила 63 мяча.
В 2009 году Штанге с клубом «Лейпциг» стала чемпионом Германии. В этом же году перешла в клуб «Ольденбург». В 2012 году переехала в Лондон (где за футбольный «Арсенал» в это время играл её муж) и стала выступать за команду «Темза».

## Личная жизнь
С 2008 года встречалась с футболистом сборной Германии Пером Мертезакером. В октябре 2010 года прервала карьеру из-за беременности. 24 апреля 2011 года родила сына Пауля. В июне 2013 года Ульрике и Пер поженились, свадьба состоялась в замке Мариенбург в местечке Паттензен около Ганновера. 20 мая 2014 у Ульрике родился второй сын Оскар.